# Vreid
Vreid — норвежская блэк-метал-группа, образованная бывшими участниками группы Windir после смерти её главного вдохновителя Терье Баккена.

## История
Группа была сформирована в 2004 году бывшими участниками группы Windir и новым гитаристом по имени Эсе. Название группы означает «гнев».
В музыкальном плане Vreid во многом продолжает традиции звучания Windir, но музыка группы имеет свой оригинальный оттенок. В частности, музыка Vreid ближе к стилистике мелодичного блэк-метала. Многие песни группы (особенно на альбомах I Krig и Milorg) посвящены военной тематике.

## Состав

### Нынешний состав
- Хвалль (Hvàll) (Ярле Кволе, Jarle Kvåle) — бас-гитара
- Стейнгрим (Steingrim) (Йорн Хулен, Jørn Holen) — ударные
- Стуре (Sture) (Стуре Дингсёйр, Sture Dingsøyr) — вокал, гитара
- Стром (Strom) (Стиан Баккетейг, Stian Bakketeig) — гитара

### Бывшие участники
- Эсе (Ese) — гитара (2004—2009)

## Дискография
| Студийные альбомы - 2004 — Kraft - 2006 — Pitch Black Brigade - 2007 — I Krig - 2009 — Milorg - 2011 — V - 2013 — Welcome Farewell - 2015 — Solverv - 2018 — Lifehunger - 2021 — Wild North West Концертные альбомы - 2010 — Goddamnit | Синглы - 2010 — «Noen Å Hate» - 2011 — «The Sound of the River» - 2012 — «The Reap» - 2013 — «The Way of the Serpent» - 2015 — «Sólverv» - 2016 — «Haust» - 2021 — «Wild North West» - 2021 — «The Morning Red» - 2021 — «Spikes of God» - 2021 — «Into the Mountains» |